# Revendedor

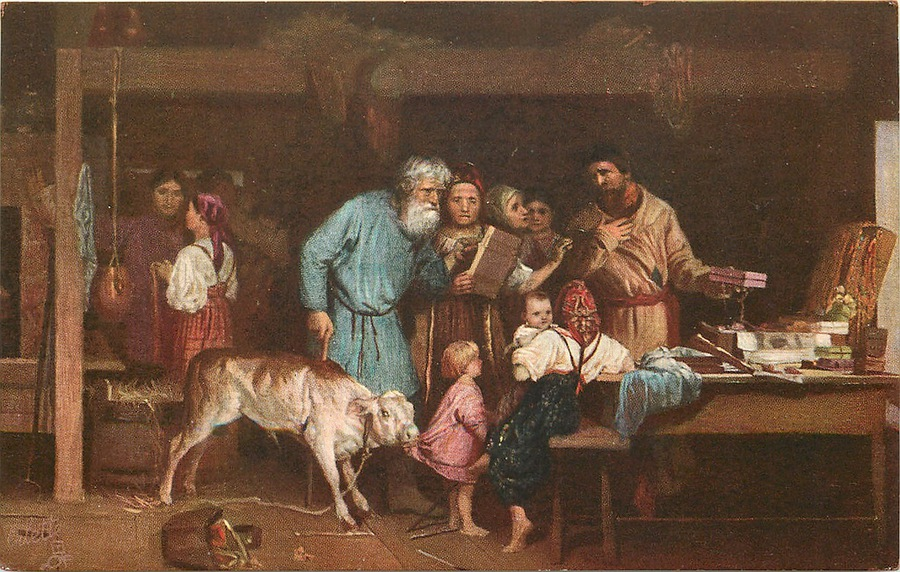
Pintura rusa de 1865

Un revendedor es una empresa o individuo (comerciante) que compra bienes o servicios con la intención de venderlos en lugar de consumirlos o usarlos. Esto generalmente se hace con fines de lucro, aunque la reventa también puede generar pérdidas. Se puede encontrar un ejemplo en la industria de las telecomunicaciones, donde las empresas compran enormes cantidades de capacidad de transmisión a ciertos operadores y lo revenden a otros operadores más pequeños.
Según el Institute for Partner Education & Development, un modelo de negocio basado en la reventa incluye un revendedor corporativo, un minorista, un revendedor de mercado directo (DMR) y un minorista de Internet (eTailer); Menos del 10% de sus ingresos proviene de los servicios.

## Internet
Se sabe que los revendedores realizan operaciones en Internet a través de sitios en la web.
Por ejemplo, esto ocurre cuando individuos o compañías actúan como representantes legales para los registradores acreditados por ICANN. Se venden a comisión o con fines de lucro y, en la mayoría de los casos, pero no en todos, la compra del registrador y la venta al comprador final se realiza en tiempo real. Estos revendedores no deben confundirse con los especuladores, que compran muchos nombres de dominio con la intención de mantenerlos y venderlos en algún momento futuro con ganancias. Los revendedores, por la propia naturaleza de su negocio, son minoristas, no mayoristas. No es raro que las casas de empeño en línea como iPawn también actúen como revendedores y compren en lugar de prestar contra objetos de valor. Los sitios web de subastas y clasificados en línea, como los de eBay Inc. y Craigslist, brindan servicios para que los revendedores vendan sus productos y servicios. Aunque todos los revendedores son minoristas, no todos los minoristas sean revendedores.
Otro ejemplo común de esto es en el área de alojamiento web, donde un revendedor comprará alojamiento al por mayor a un proveedor con la intención de revenderlo a varios consumidores con una ganancia.

## Software y ebooks
El software y ebooks  son dos productos que los revendedores pueden obtener fácilmente. Su formato digital los hace ideales para la distribución por internet. En muchos casos, como el software de marca, el revendedor puede obtener incluso el derecho de cambiar el nombre del software y reclamarlo como propio y revenderlo en una plataforma de alojamiento de tienda de libros electrónicos.
Un revendedor de software es un consultor que vende el software de grandes empresas bajo una licencia. No tienen un estatus legal de empleo con la empresa matriz y generalmente operan de manera independiente.

### Modelo empresarial
Las empresas visitadas y promocionadas por los revendedores de software a menudo son pequeñas y medianas empresas (PYME), empresas locales y operadores especializados. Esto beneficia a la casa del software, ya que es posible que no tengan los recursos para el trabajo preliminar necesario para extender su red en una escala más baja. Si bien beneficia al revendedor porque puede construir redes de clientes más pequeños y convertirse en un único punto de contacto para ellos en todos los aspectos relacionados con el software, ya sea asesoramiento, capacitación o actualización.

## Reventa en web
Una subcategoría de revendedor es un operador web que comprará una gran cantidad de espacio de alojamiento de un proveedor de servicios de Internet (ISP) y luego revenderá parte de este espacio a los clientes. Su alojamiento a menudo se administra a través de un servidor virtual privado (VPS) que les permite, a través de un panel de control, administrar ancho de banda, bases de datos, contraseñas, etc., para el cliente.
La popularidad de este modelo de negocio creció con el surgimiento de diseñadores web independientes, ya que les permitió ser el único proveedor de servicios para el cliente. Después de una consulta inicial con el cliente, podrían diseñar, desarrollar y también alojar el sitio como una operación única.